# Sân bay Svolvær, Helle
Sân bay Svolvær, Helle (tiếng Na Uy: Svolvær lufthavn, Helle) (IATA: SVJ, ICAO: ENSH) là một sân bay phục vụ các cộng đồng Svolvær tại Nordland, Na Uy.
Đơn vị quản lý sân bay này là Avinor. Hãng hàng không Widerøe hoạt động ở sân bay này với máy bay Dash 8 nối với Bodø và các cộng đồng khác ở Nordland. Năm 2008, sân bay Svolvær đã phục vụ 64.725 lượt khách so với 61.532 lượt khách năm 2005.

## Các hãng hàng không và tuyến bay
- Widerøe (Bodø, Leknes)